# Kenta Kanō
Kenta Kanō (japanisch 狩野 健太 Kanō Kenta; * 2. Mai 1986 in der Präfektur Shizuoka) ist ein ehemaliger japanischer Fußballspieler.

## Karriere
Kanō erlernte das Fußballspielen in der Schulmannschaft der Shizuoka Gakuen High School. Seinen ersten Vertrag unterschrieb er 2005 bei Yokohama F. Marinos. Der Verein spielte in der höchsten Liga des Landes, der J1 League. Für den Verein absolvierte er 107 Erstligaspiele. 2013 wechselte er zum Ligakonkurrenten Kashiwa Reysol. 2013 gewann er mit dem Verein den J.League Cup. Für den Verein absolvierte er 34 Erstligaspiele. 2016 wechselte er zum Ligakonkurrenten Kawasaki Frontale. Mit dem Verein wurde er 2017 japanischer Meister. Für den Verein absolvierte er sieben Erstligaspiele. 2018 wechselte er zum Zweitligisten Tokushima Vortis. Für den Verein absolvierte er 29 Ligaspiele. Ende 2019 beendete er seine Karriere als Fußballspieler.

## Erfolge
Kashiwa Reysol
- J.League Cup

Sieger: 2013
Kawasaki Frontale
- J1 League

Meister: 2017
- J.League Cup

Finalist: 2017
- Kaiserpokal

Finalist: 2016